# Мокрієвичі
Мокрієвичі та Дебогорії-Мокрієвичі (Дебагорії-Мокрієвичі) — давній шляхетський (з любецької боярської шляхти), пізніше козацько-старшинський, а згодом — дворянський рід, що походить від діяча XVI століття Карпа Івановича Мокрієвича.

## Відомі представники
Перший відомим представником був Карпо Іванович Мокрієвич (р. н. невід. — п. до 1704) — чернігівський полковий писар (1660—1661, 1690) та суддя (1688—1690), генеральний писар (1669—1672), один із учасників змови проти гетьмана Дем'яна Многогрішного.
Його старший син Іоаникій (Іван, Оникій) Карпович Мокрієвич (р. н. невід. — п. бл. 1700) — сотник любецький (1690–93), а молодший — Самійло Карпович Мокрієвич (р. н. невід. — п. до 1712) — сотник березнинський (1689–90) та чернігівський полковий сотник (1690), відомий також як автор віршованого переспіву «Книги Буття» та «Євангелія» від Матвія, присвяченого гетьману Івану Мазепі.
Іван Іоаникійович Мокрієвич (р. н. невід. — п. до 1742) — онук родоначальника, посідав уряд Чернігівського полкового сотника (1729—1732) і чернігівського полкового судді (1732—1739), а його брат Михайло Іоаникійович Мокрієвич (р. н. невід. — п. 1738) — чернігівського полкового осавула (1723—1738), який підписав Коломацькі чолобитні та загинув під час Кримського походу.
З цього роду походили також Володимир Карпович Дебогорій-Мокрієвич — відомий революціонер-народник, та його брат Іван Карпович Дебогорій-Мокрієвич (1844 — р. с. невід.), котрий створив на Чернігівщині «американський гурток», що мав на меті організацію в усьому світі хліборобських комун як шлях до соціалізму (див. Соціалізм).
Рід внесений до 2-ї частини Родовідної книги Чернігівської губернії.